# Кампманн, Хак
Хак Кампманн (дат. Hack Kampmann; 6 сентября 1856, Эбельтофт, Северная Ютландия, Дания — 27 июня 1920, Фредериксберг, Ховедстаден, Дания — датский архитектор, педагог, профессором архитектуры Датской королевской академии изящных искусств. Один из основателей скандинавского неоклассицизма 1920-х годов, относится к ведущим архитекторам датского национального романтического стиля.

## Биография
Родился в семье священника. В 1882 году с отличием окончил Датскую королевскую академию изящных искусств в Копенгагене. Получив стипендию совершил ряд поездок по Европе, побывал в северной Италии, Греции и Швеции. В 1882 году посещал Школу изящных искусств (École des Beaux-Arts) в Париже.

Вернувшись на родину, стал успешным архитектором, проектировал общественные и частные здания и сооружения, художественные музеи, коммерческие здания, церкви, дворцы. Среди его основных работ — Провинциальные архивы Северной Ютландии (1890—1891) в Виборге, театр в Орхусе (1898—1900); Дворец Марселисборг (1899—1902), дворец наследного принца Кристиана (позже Кристиана Х), здание почты и телеграфа в Ольборге (1909), расширил и достроил Новую глиптотеку Карлсберга, Главное управление полиции в Копенгагене(1918—1922).

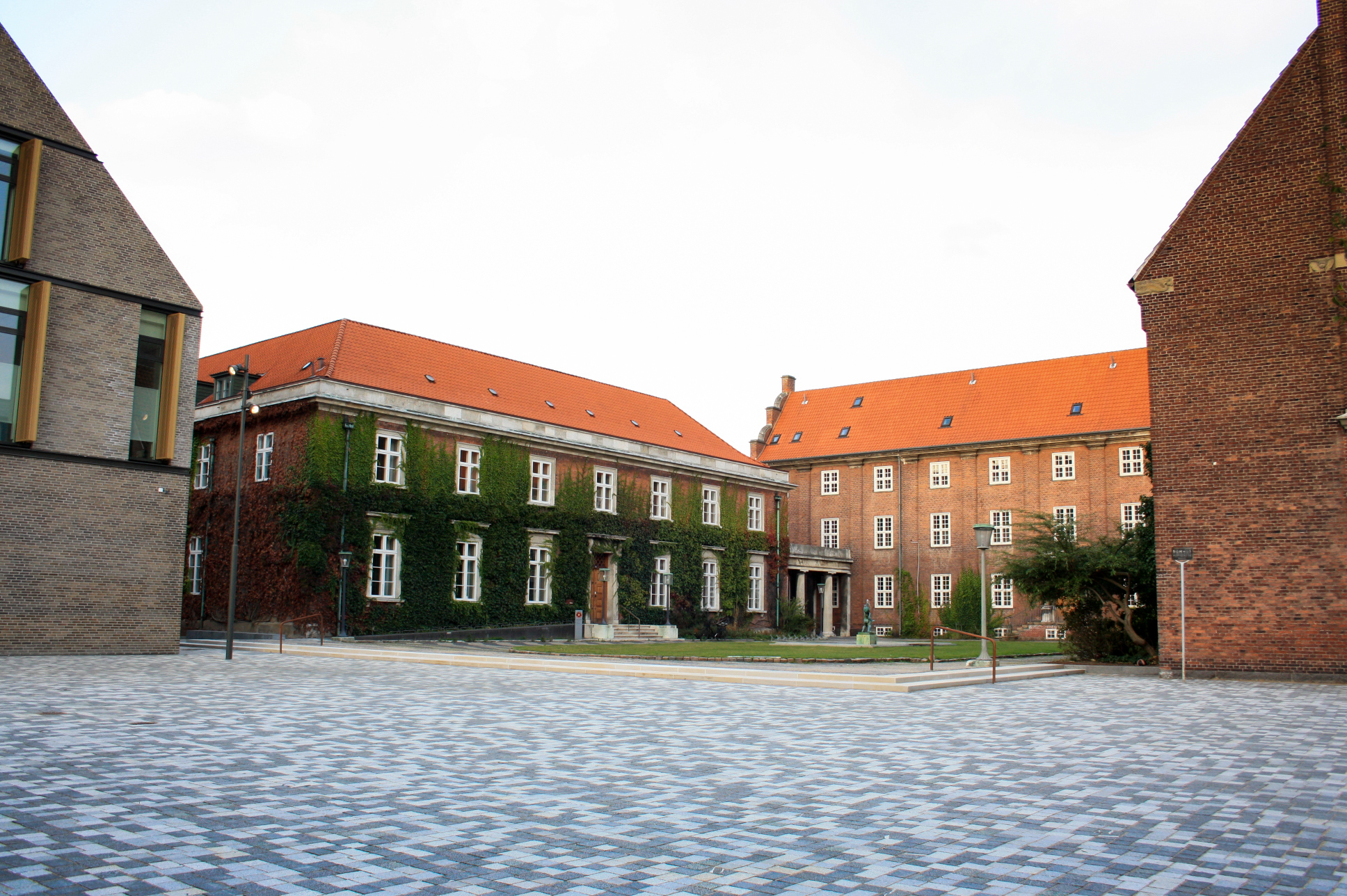
Здание Суда Фредериксберга[англ.]
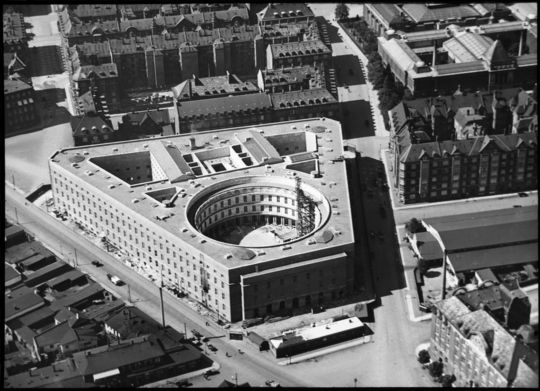
Главное управление Полиции Копенгагена[англ.]
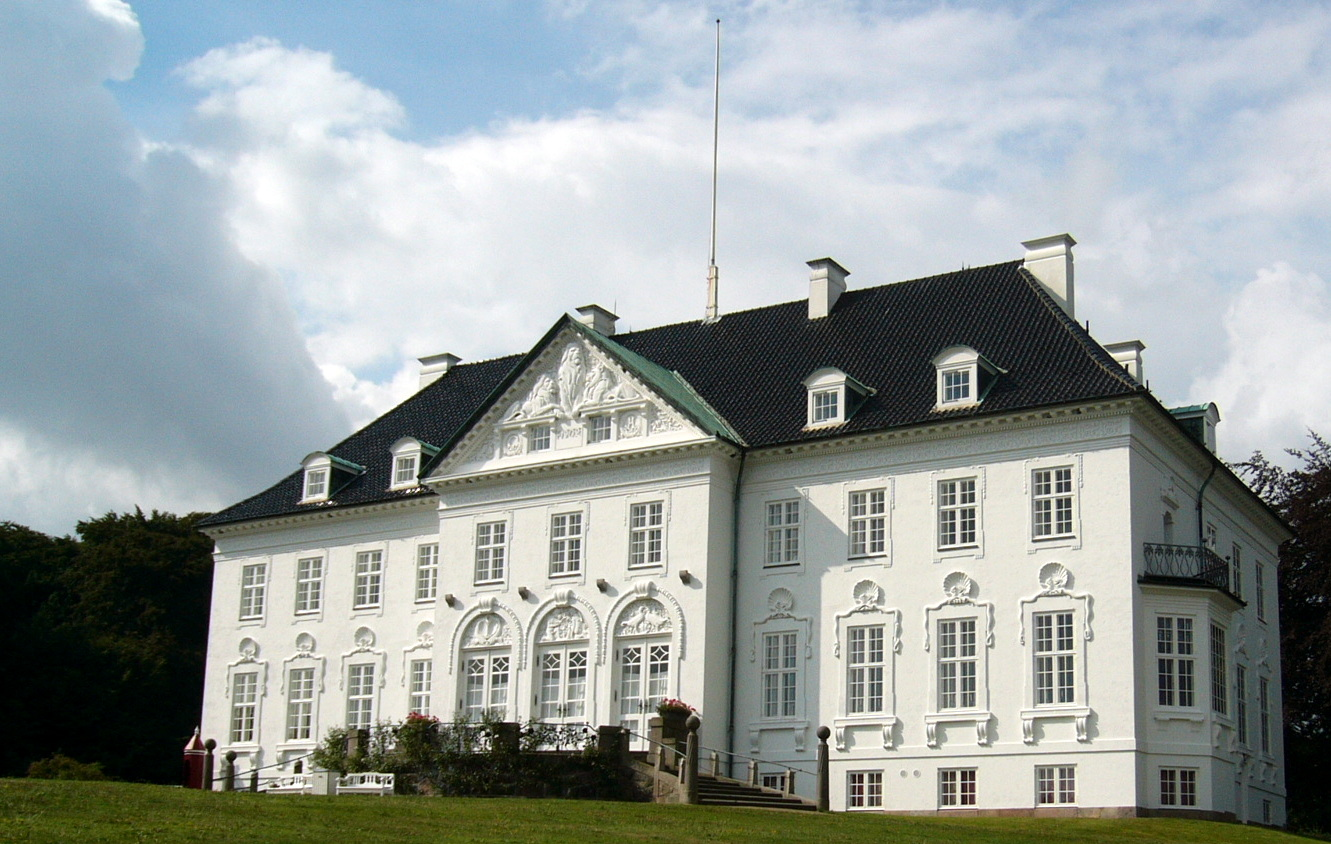
Дворец Марселисборг[англ.]
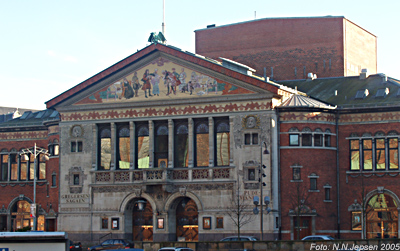
Здание театра[англ.] в Орхусе
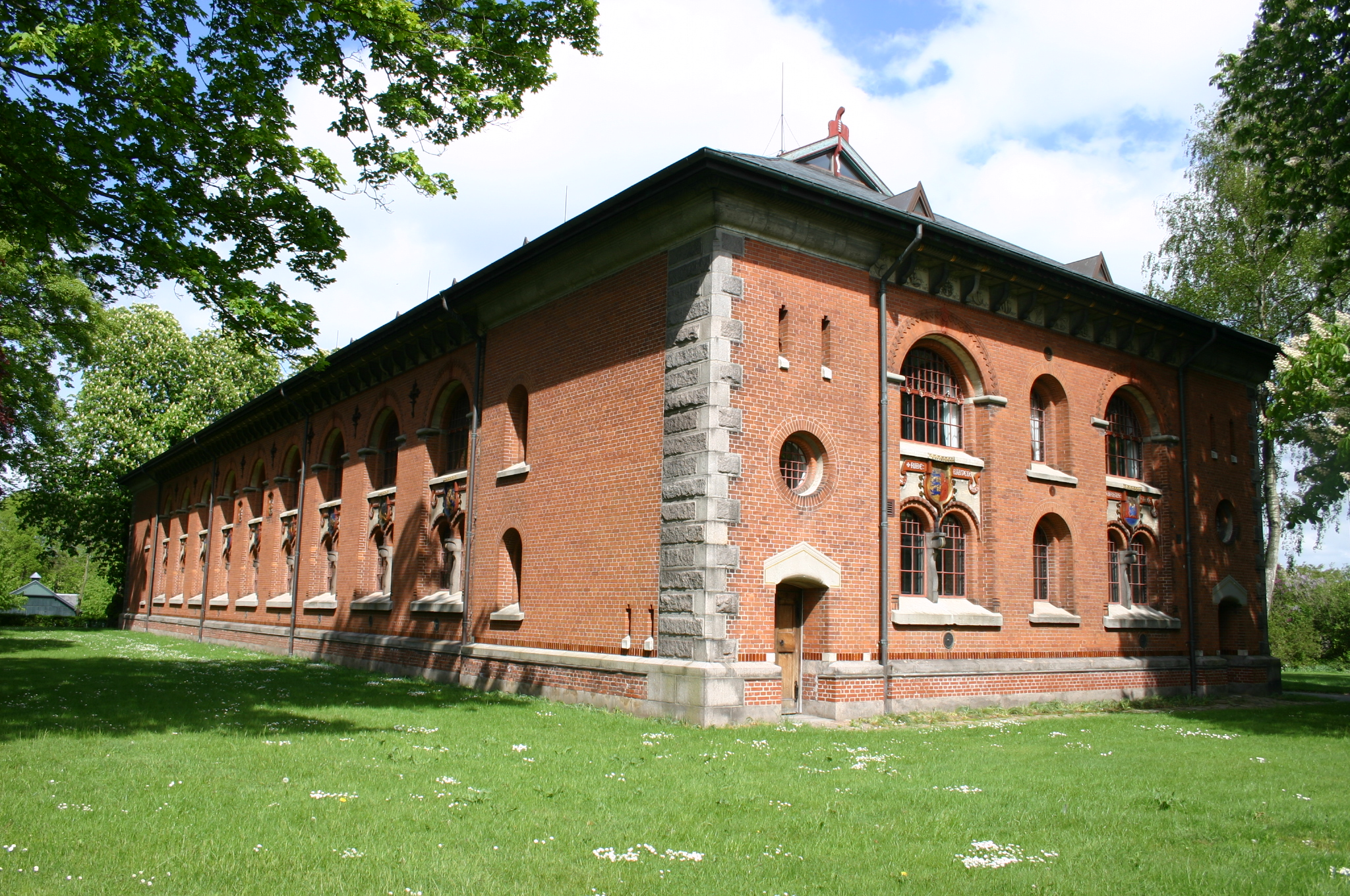
Здание таможни в Виборге